# Papamóvel

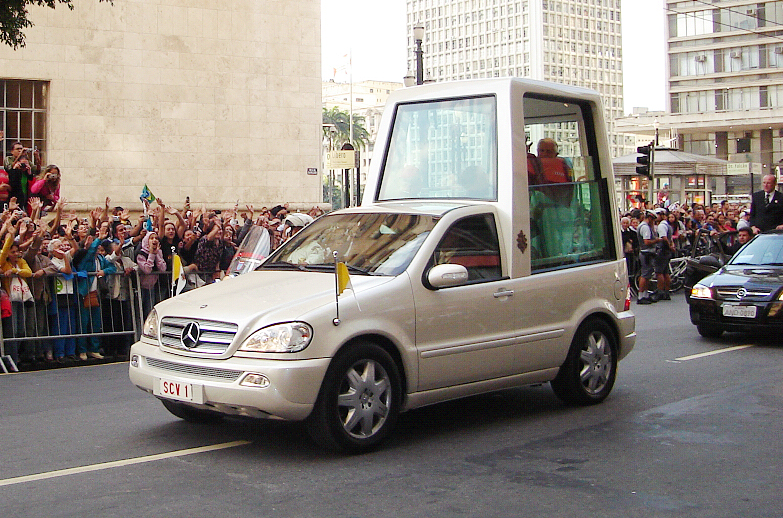
Papa Bento XVI num Mercedes-Benz Classe M modificado como papamóvel em São Paulo, maio de 2007.

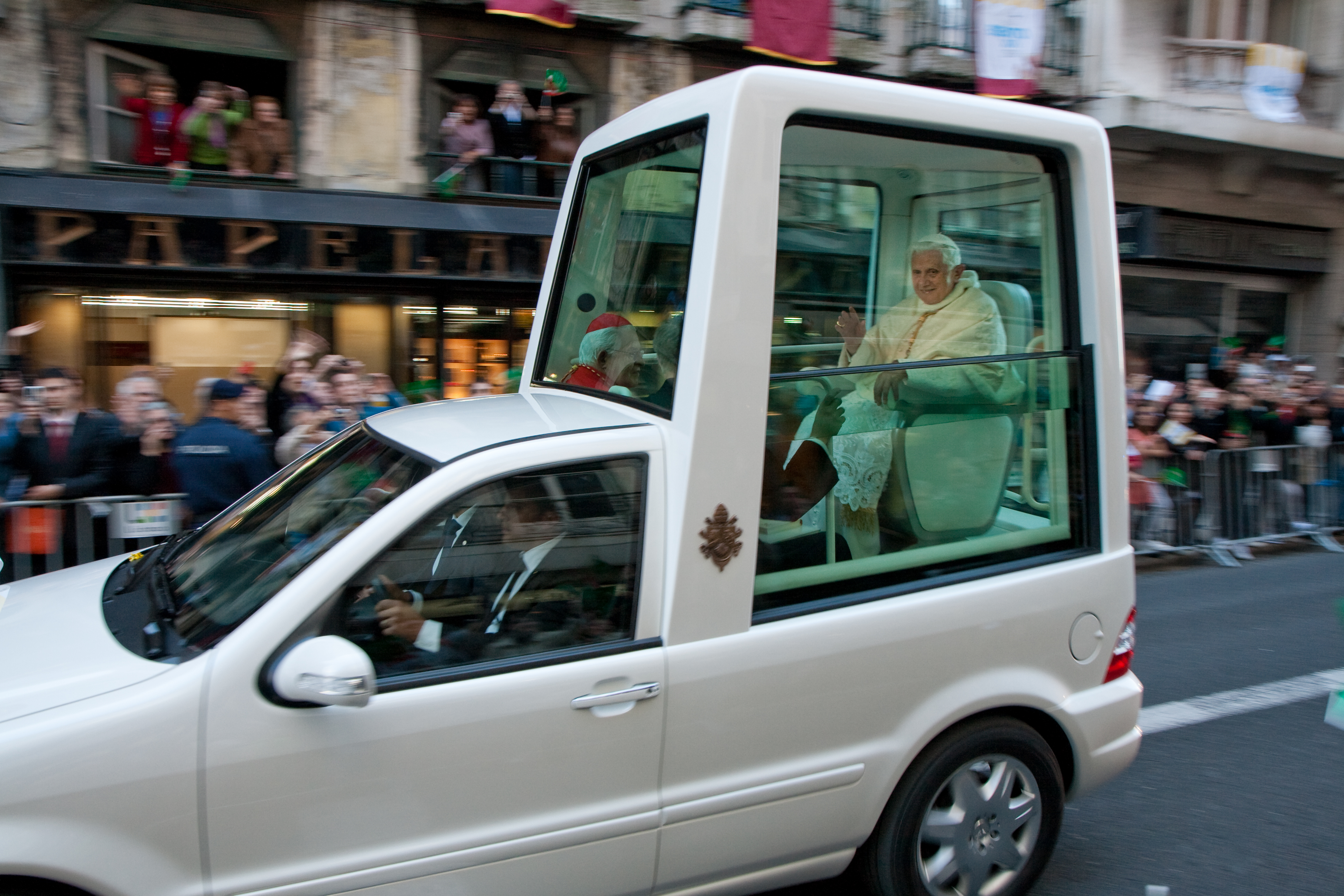
Papa Bento XVI num moderno papamóvel em Lisboa, Portugal.

Papamóvel é um nome informal atribuído ao veículo especialmente fabricado para a locomoção do papa durante suas aparições públicas. Este veículo, atualmente com vidros blindados, substituiu a tradicional sede gestatória.

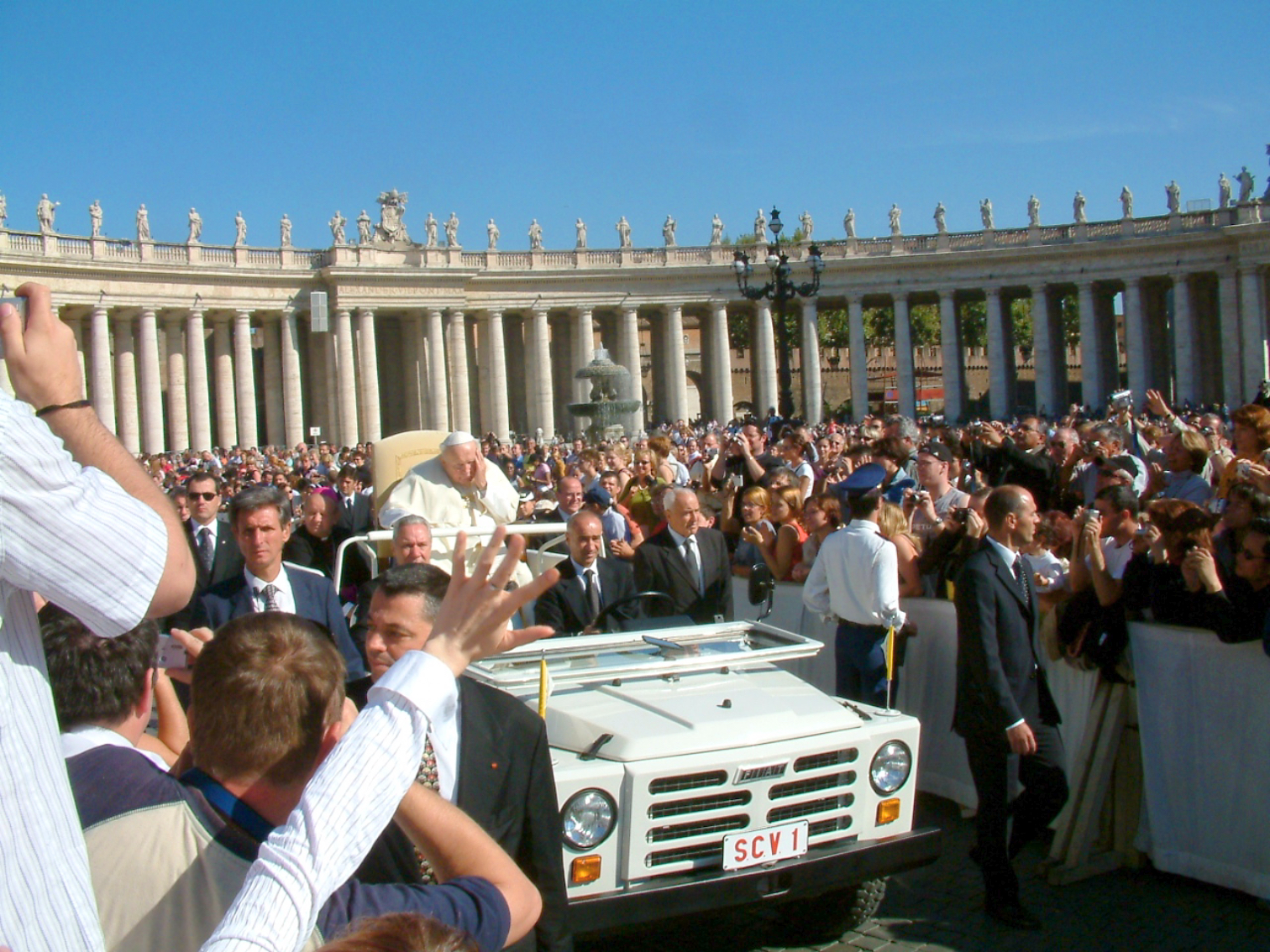
Papa João Paulo II em um modelo de papamóvel usado apenas na Praça de São Pedro, produzido pela Fiat